# Medailové pořadí na Letních olympijských hrách 1904

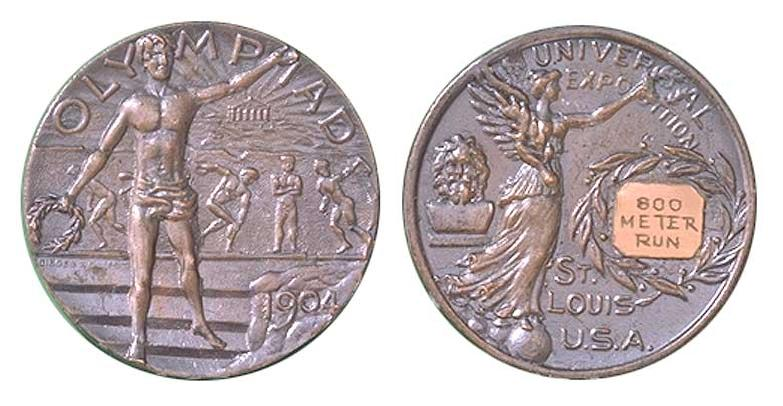
Stříbrná medaile udělená za běhn na 800 metrů na Letních olympijských hrách 1904

Toto je medailové pořadí zemí na Letních olympijských hrách 1904, které se konaly v St. Louisi ve Spojených státech amerických od 1. července 1904 do 23. listopadu 1904 jako součást Světové výstavy v St. Louis. Těchto her se zúčastnilo 651 sportovců ze 12 zemí v 91 disciplínách v 16 sportech.

## Počet medailí
Toto je kompletní tabulka počtu medailí udělených na Letních olympijských hrách 1904 podle údajů Mezinárodního olympijského výboru.
| Pořadí | Země                         | Zlato | Stříbro | Bronz | Celkem |
| 1      | Spojené státy americké (USA) | 78    | 82      | 79    | 239    |
| 2      | Německo (GER)                | 4     | 4       | 5     | 13     |
| 3      | Kuba (CUB)                   | 4     | 2       | 3     | 9      |
| 4      | Kanada (CAN)                 | 4     | 1       | 1     | 6      |
| 5      | Maďarsko (HUN)               | 2     | 1       | 1     | 4      |
| 6      | Velká Británie (GBR)         | 1     | 1       | 0     | 2      |
| 6      | Smíšené družstvo (ZZX)       | 1     | 1       | 0     | 2      |
| 8      | Řecko (GRE)                  | 1     | 0       | 1     | 2      |
| 8      | Švýcarsko (SUI)              | 1     | 0       | 1     | 2      |
| 10     | Rakousko (AUT)               | 0     | 0       | 1     | 1      |
| Celkem | Celkem                       | 96    | 92      | 92    | 280    |